# Cube (Adelsgeschlecht)

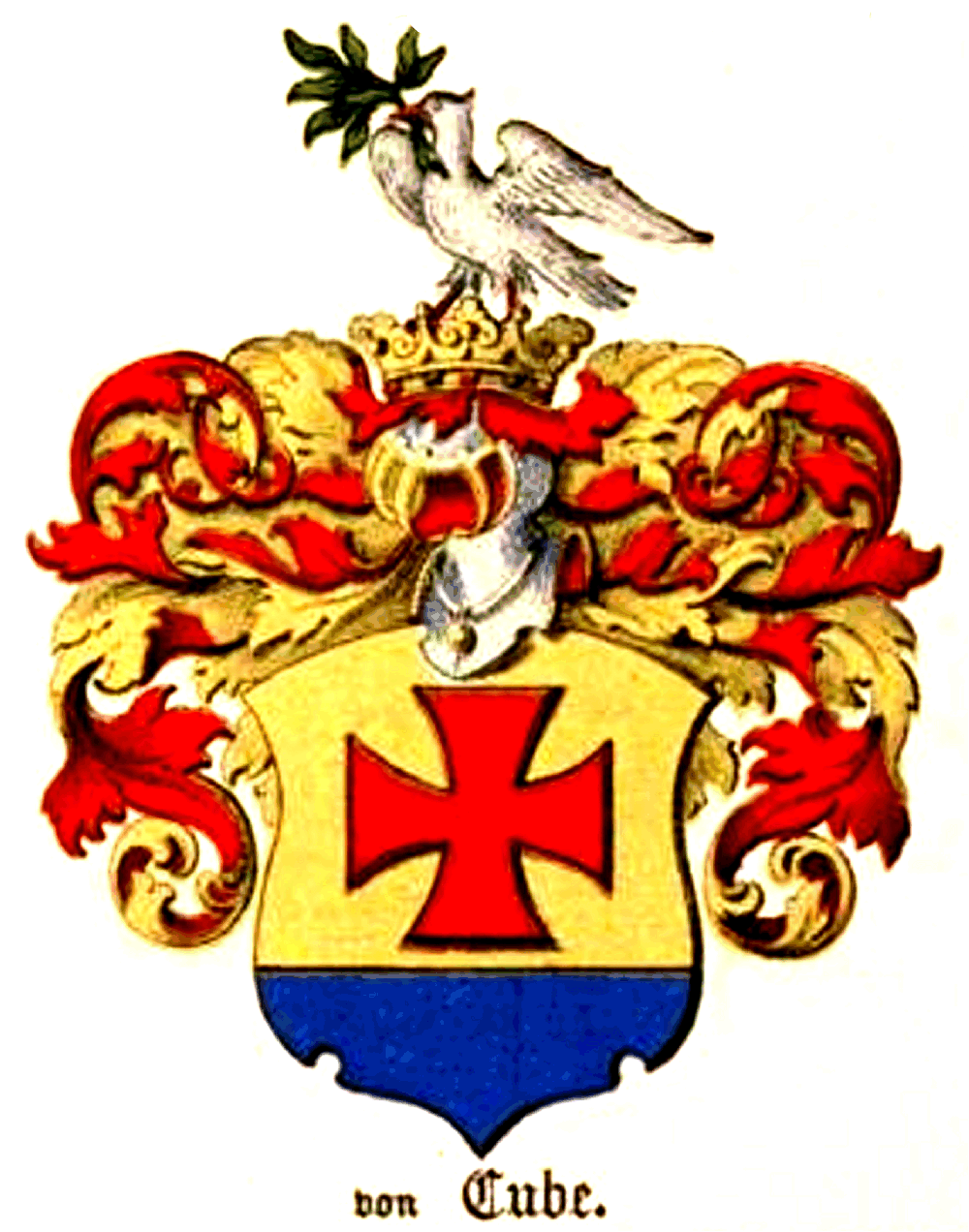
Wappen derer von Cube

Cube ist der Familienname eines deutsch-baltischen Adelsgeschlechts und stammt aus der Mark Brandenburg. Mitte des 18. Jahrhunderts siedelten sich die ersten Familienmitglieder in Livland an, von dort verbreitete sich die Familie im Baltikum, in Deutschland, Finnland und Russland. 1791 wurden sie in den untitulierten Reichsadelsstand des Heiligen Römischen Reiches erhoben. Ihre Attribute lagen in der geistigen und politischen Initiative, aus ihr gingen Wissenschaftler und Landespolitiker hervor.

## Geschichte
Wie urkundlich, bis zurück in das 16. Jahrhundert, nachzuweisen ist, stammt die Familie Cube aus der Mark Brandenburg. Ihre Erwähnungen findet man in den regionalen Kirchenbüchern der märkischen Pfarreien und den Universitätsmatrikel der Brandenburgischen Universität Frankfurt in Frankfurt an der Oder.

### Vorfahren
Die lückenlose Stammreihe der Vorfahren beginnt mit Sigmund (Sigesmund) Cube (um 1620–1679), er war Gerichtsassessor und Großbürger (Burgmeister) in Drossen. Sein Sohn David Cube (1657–1705) war Pastor zu Gossow.
Dessen Söhne waren Johann David (1686–1758) und Johann Friedrich (1690–1741), der erste Sohn war Pastor in Groß Neuendorf und Gründer der Linie Cube-Groß Neuendorf. Diese Linie erlosch mit dem bekannten Berliner Theologen Johann David Cube (1724–1791). Dessen Bruder Johann Friedrich Cube war Archidiakon in der Domkirche zu Goldin in Neumark, er gründete die Linie Cube-Goldin.

### Linie Goldin im Baltikum
Während des Siebenjährigen Krieges (1756–1763) wanderten die beiden Söhne Johann Friedrich Cubes nach Livland und Kurland aus. Der ältere Sohn Johann Friedrich Gottlob Cube (1735–1792) starb kinderlos. Der jüngere Sohn Johann Christlieb Cube (1740–1799) wurde der Stammvater der baltischen Familie, er war von 1778 bis 1779 Pastor zu Tirsen und Wellan (Gemeinde Gulbene in Lettland). Am 24. November 1791 wurde er von Kaiser Leopold II. in den ritterlichen Reichsadelstand erhoben. Er war mit Fredricke Maria Udam aus dem Hause Laubern verheiratet.
Seine Söhne Friedrich Gustav von Cube (1781–1849), Oberfiskal und Ehrenmitglied der Reichsgesetzeskommission, und Johann Ludwig Ferdinand von Cube (1788–1855), Präsident des livländischen Kameralhofes, Staatsrat und Zivilgouverneur von Livland, wurden am 22. Dezember 1822 durch den öselschen Landtag in Arensburg in die Öselsche Ritterschaft aufgenommen.
Der Sohn Ludwig Ferdinand von Cubes, Julius Gustav von Cube (1815–1888), war Staatsrat und 1857/1858 kurländischer und von 1858 bis 1872 livländischer Vizegouverneur. Seit 1860 war er Präsident der Riga-Dünaburger Eisenbahngesellschaft. Ein weiterer Sohn war Maximilian Gotthard von Cube (* 1831 in Kirchholm, † 1910 in Tegernsee), der sich als Mediziner und Lungenfacharzt einen Namen machte. Er wurde am 31. Januar 1905 auf dem Landtag zu Reval in die estländische Adelsmatrikel aufgenommen.
Mit der nach 1939 beginnenden Zwangsumsiedlung der Deutsch-Balten durch die Nationalsozialistische Regierung verlor der baltische Zweig seine Heimat. Die meisten Familienangehörigen kamen nach Deutschland zurück, andere siedelten sich in Kanada, den USA, Russland und Frankreich an.

## Wappen
Der Wappenschild ist in einen blauen Schildfuß unterteilt, der obere Teil ist Gold mit einem roten Tatzenkreuz. Als Helmzier dient eine goldene Krone, auf ihr sitzt eine silberne Taube mit einem Ölzweig, die Helmdecke ist Rot und Gold.

## Immatrikulationen
- 1791 wurde Johann Christlieb von Cube in den Reichsadelsstand erhoben.
- 1822 wurden Friedrich Gustav von Cube und Ludwig Ferdinand von Cube bei der Öselschen Ritterschaft immatrikuliert.
- 1893 wurde Maximilian Gotthard von Cube bei der Adelsklasse im Königreich Bayern immatrikuliert und
- 1905 wurde Maximilian Valentin v. Cube, bei der Estländischen Ritterschaft immatrikuliert.

## Persönlichkeiten (Auswahl, chronologisch)
- Gustav von Cube (1873–1931), Architekt
- Felix Alexander von Cube (1876–1964), deutscher Bergsteigerpionier, Naturforscher und Arzt. Der Pic von Cube[11] auf Korsika ist nach ihm benannt.
- Irmgard von Cube (1899–1977), Drehbuchautorin
- Felix-Eberhard von Cube (1903–1988), Komponist
- Johann Friedrich Walter von Cube (1906–1984), Schriftsteller, Journalist, Chefredakteur und Programmdirektor des Bayerischen Rundfunks
- Johann Maximilian Hellmut von Cube (1907–1979), Schriftsteller u. Hörspielautor,
- Johann Ernst Felix von Cube (1927–2020), Kybernetiker, Erziehungswissenschaftler und Buchautor
- Johann Alexander von Cube (1927–2013), Theaterwissenschaftler, Journalist, Fernsehmoderator
- Johann Moritz von Cube (* 1978), Countertenor